# Natica
Genre
Synonymes
- genre Glyphepithema Rehder, 1943[2]
- genre Lunaia S. S. Berry, 1964[2]
- genre Nacca Risso, 1826[2]
- sous-genre Natica (Mamilla) Fabricius, 1823[2]
- sous-genre Natica (Nacca) Risso, 1826[2]
- sous-genre Natica (Natica) Scopoli, 1777[2]

Natica (les « natices » en français) est un genre de mollusques gastéropodes de la famille des Naticidae.

## Liste des espèces
Selon World Register of Marine Species (2 décembre 2018) :
- Natica acinonyx Marche-Marchad, 1957
- Natica adansoni Blainville, 1825
- Natica agulhasensis Thiele, 1925
- Natica albospira E. A. Smith, 1895
- Natica anosyensis Bozzetti, 2010
- Natica aperta Whitfield, 1865 †
- Natica arachnoidea (Gmelin, 1791)
- Natica bibalteata G. B. Sowerby III, 1914
- Natica bouvieri Jousseaume, 1883
- Natica broderipiana Récluz, 1844
- Natica brunneolinea McLean, 1970
- Natica buriasiensis Récluz, 1844
- Natica cabrerai Kase & Shigeta, 2000
- Natica canariensis Odhner, 1932
- Natica candidula E. A. Smith, 1895
- Natica caneloensis Hertlein & A. M. Strong, 1955
- Natica castrensis Dall, 1889
- Natica cincta Récluz, 1850
- Natica colima A. M. Strong & Hertlein, 1937
- Natica collaria Lamarck, 1822
- Natica concavoperculata Liu, 1977
- Natica couteaudi Rochebrune & Mabille, 1885
- Natica crassoperculata Liu, 1977
- Natica crenata Récluz, 1853
- Natica dimidiata E. A. Smith, 1906
- Natica dixoni Fernandes & Rolán, 1992
- Natica fasciata (Röding, 1798)
- Natica forata Reeve, 1855
- Natica forskalii Sowerby I, 1825
- Natica francisca Reeve, 1855
- Natica fulgurans Récluz, 1844
- Natica fulminea (Gmelin, 1791)
- Natica furva R. B. Watson, 1897
- Natica gracilis Récluz, 1850
- Natica grayi Philippi, 1852
- Natica hannanensis Liu, 1977
- Natica idiopoma Pilsbry & H. N. Lowe, 1932
- Natica inexpectans Olsson, 1971
- Natica insecta Jousseaume, 1874
- Natica juani Costa & Pastorino, 2012
- Natica jukyriuva Simone, 2014
- Natica kawamurai Sakurai, 1983
- Natica koperbergae van der Bijl & Moolenbeek, 2009
- Natica lacteobasis Kuroda, 1961
- Natica larvaroni P. Bernard, 1983
- Natica limbata d'Orbigny, 1837
- Natica livida Pfeiffer, 1840
- Natica luculenta Iredale, 1929
- Natica lunaris (S. S. Berry, 1964)
- Natica maculosa Lamarck, 1822
- Natica malabarica Récluz, 1850
- Natica marchadi Pin, 1992
- Natica marochiensis (Gmelin, 1791)
- Natica maxiutongi S.-P. Zhang, 2009
- Natica menkeana Philippi, 1851
- Natica michaelis Fischer-Piette, 1942
- Natica monodi Marche-Marchad, 1957
- Natica moquiniana Récluz, 1853
- Natica multipunctata Blainville, 1825
- Natica nipponensis Kuroda, 1961
- Natica oteroi (Fernandes & Rolán, 1991)
- Natica othello Dall, 1908
- Natica pavimentum Récluz, 1844
- Natica perlineata Dall, 1889
- Natica perspicua Récluz, 1850
- Natica pipoca Simone, 2014
- Natica pisiformis Récluz, 1844
- Natica pluvialis (Kurono, 1999)
- Natica prietoi Hidalgo, 1873
- Natica pseustes R. B. Watson, 1881
- Natica puncticulata Récluz, 1850
- Natica pygmaea Philippi, 1842
- Natica queketti Sowerby III, 1894
- Natica rocquignyi Fischer-Piette, 1942
- Natica rouxi Nicklès, 1952
- Natica royi Pin, 1992
- Natica rubromaculata E. A. Smith, 1872
- Natica ryalli Fernandes & Rolán, 1992
- Natica saitoi Kuroda & Habe, 1971
- Natica sanctaehelenae E. A. Smith, 1890
- Natica sandwichensis (Dall, 1895)
- Natica scethra Dall, 1908
- Natica schepmani Thiele, 1925
- Natica seychellium R. B. Watson, 1886
- Natica sigillata McLean, 1970
- Natica simplex G. B. Sowerby III, 1897
- Natica sinensis X.-T. Ma & S.-P. Zhang, 1993
- Natica spadicea (Gmelin, 1791)
- Natica spadiceoides Liu, 1977
- Natica stellata Hedley, 1913
- Natica stenopa Woodring, 1957
- Natica subpallescens Strebel, 1908
- Natica subsolida d'Orbigny, 1847 †
- Natica tadjourensis Jousseaume, 1894
- Natica tedbayeri Rehder, 1986
- Natica tremarici Tate, 1900 †
- Natica turtoni E. A. Smith, 1890
- Natica unibalteata Liu, 1977
- Natica unifasciata Lamarck, 1822
- Natica vitellus (Linnaeus, 1758)

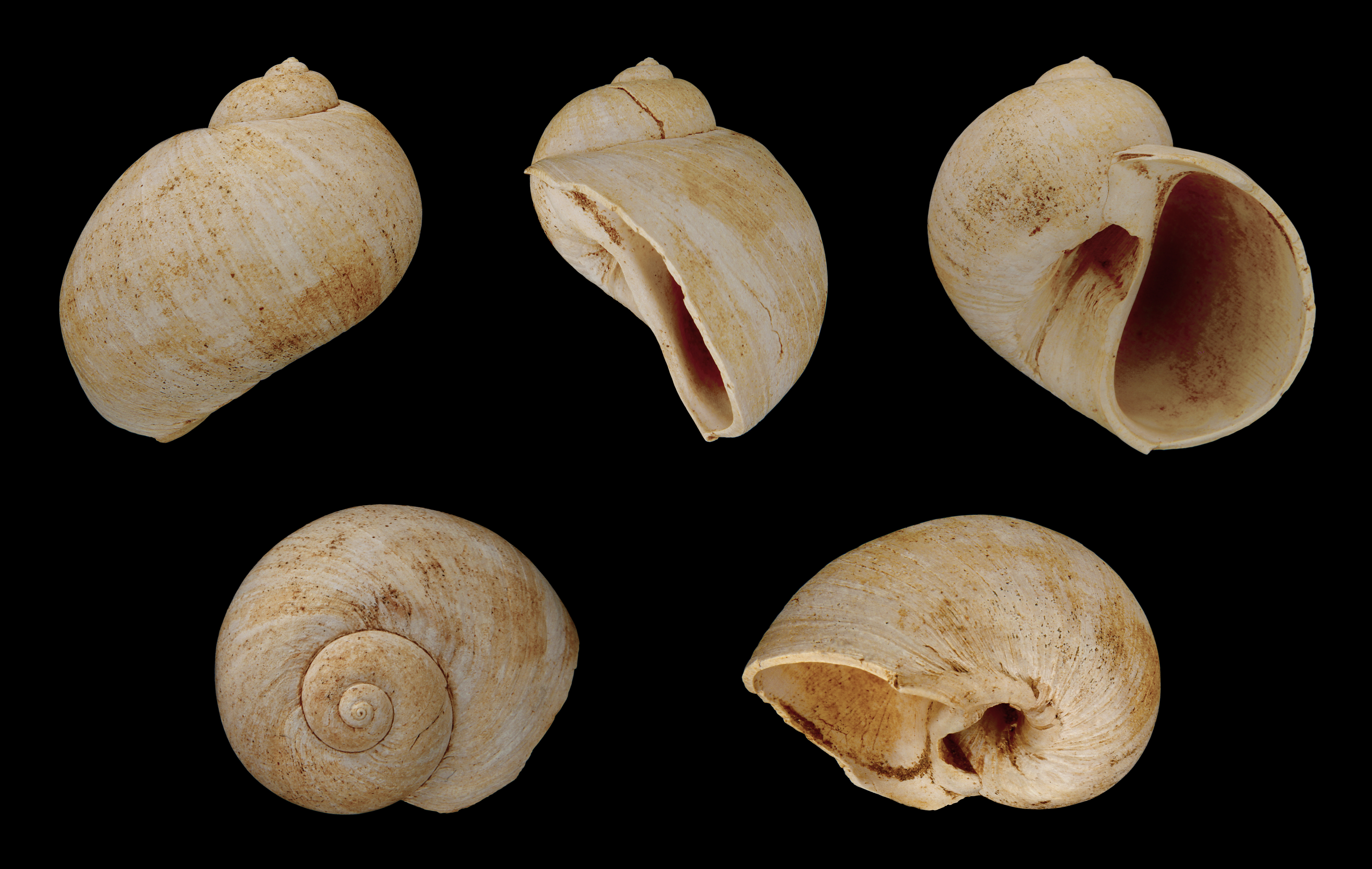
Natica burdigalensis
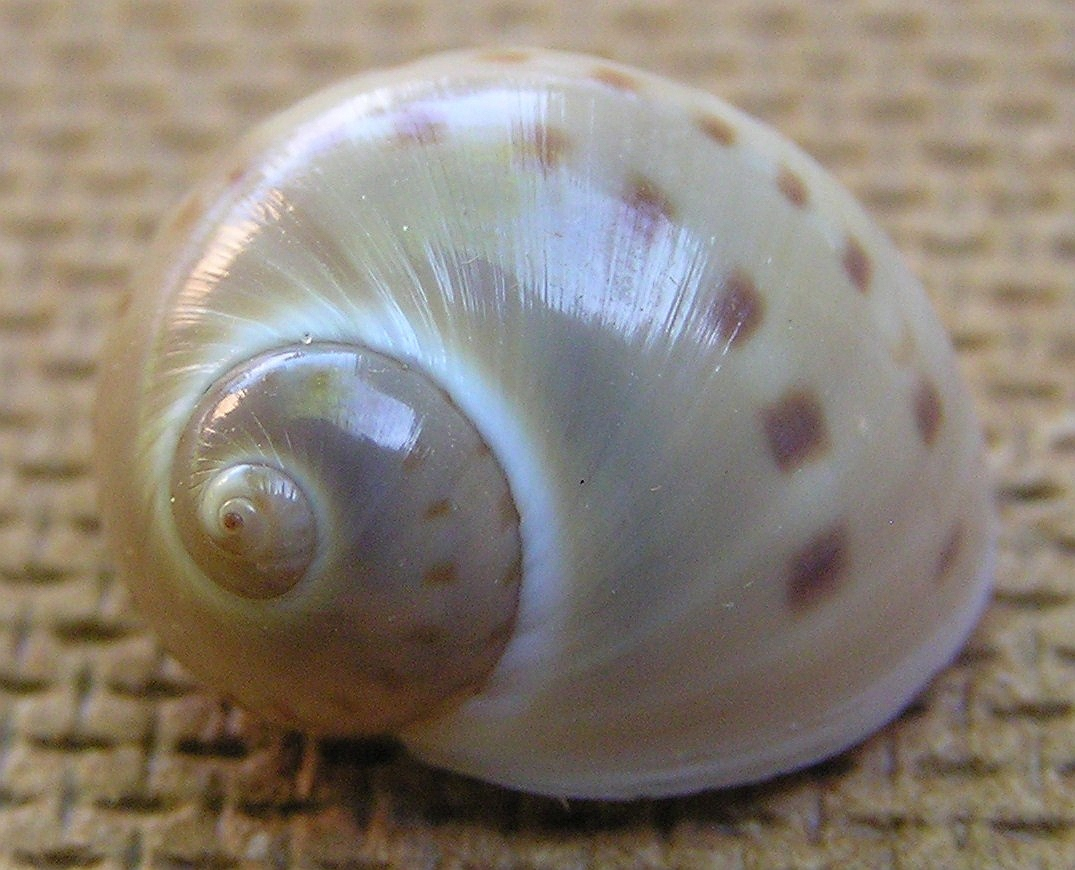
Natica canariensis
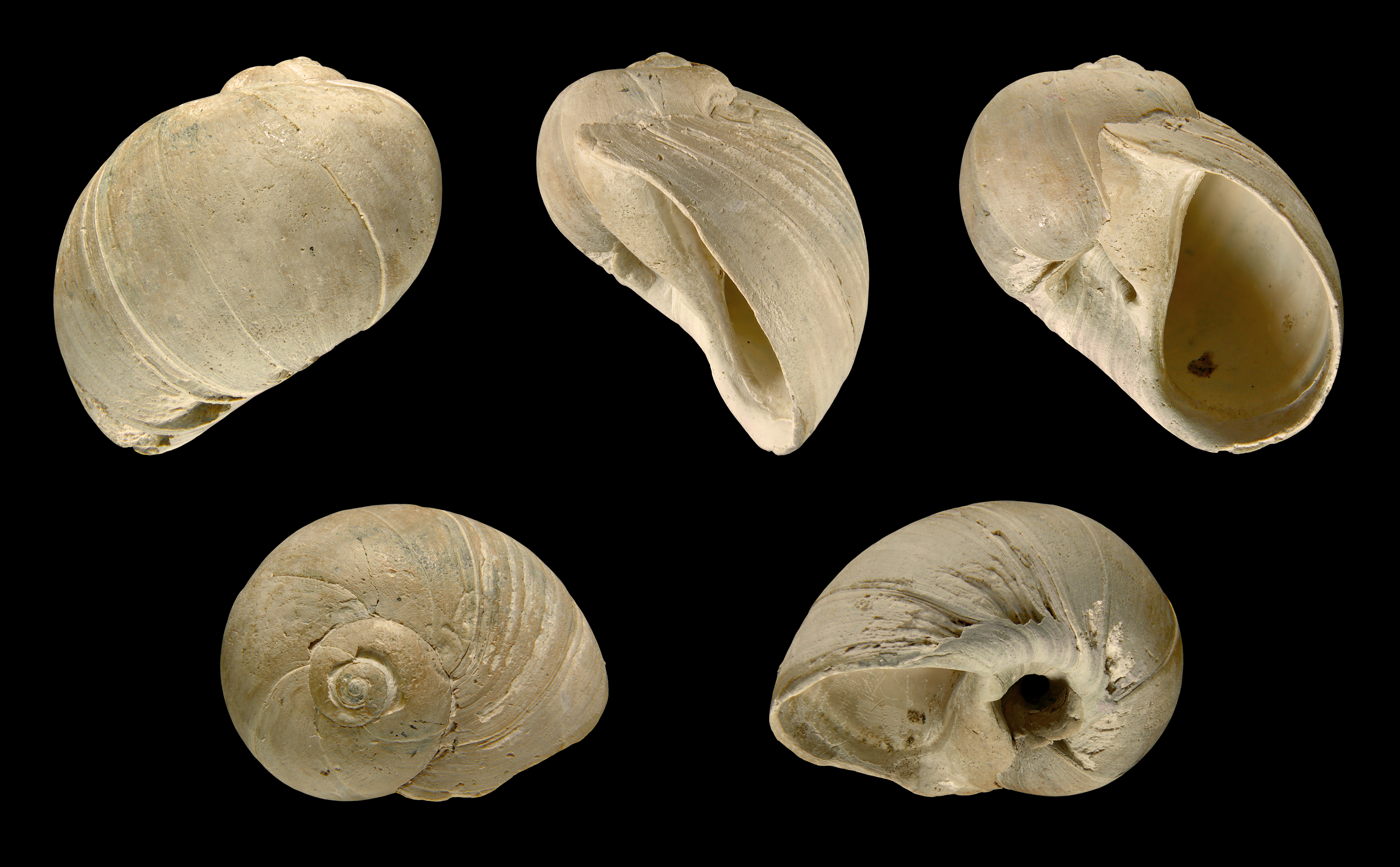
Natica crassa
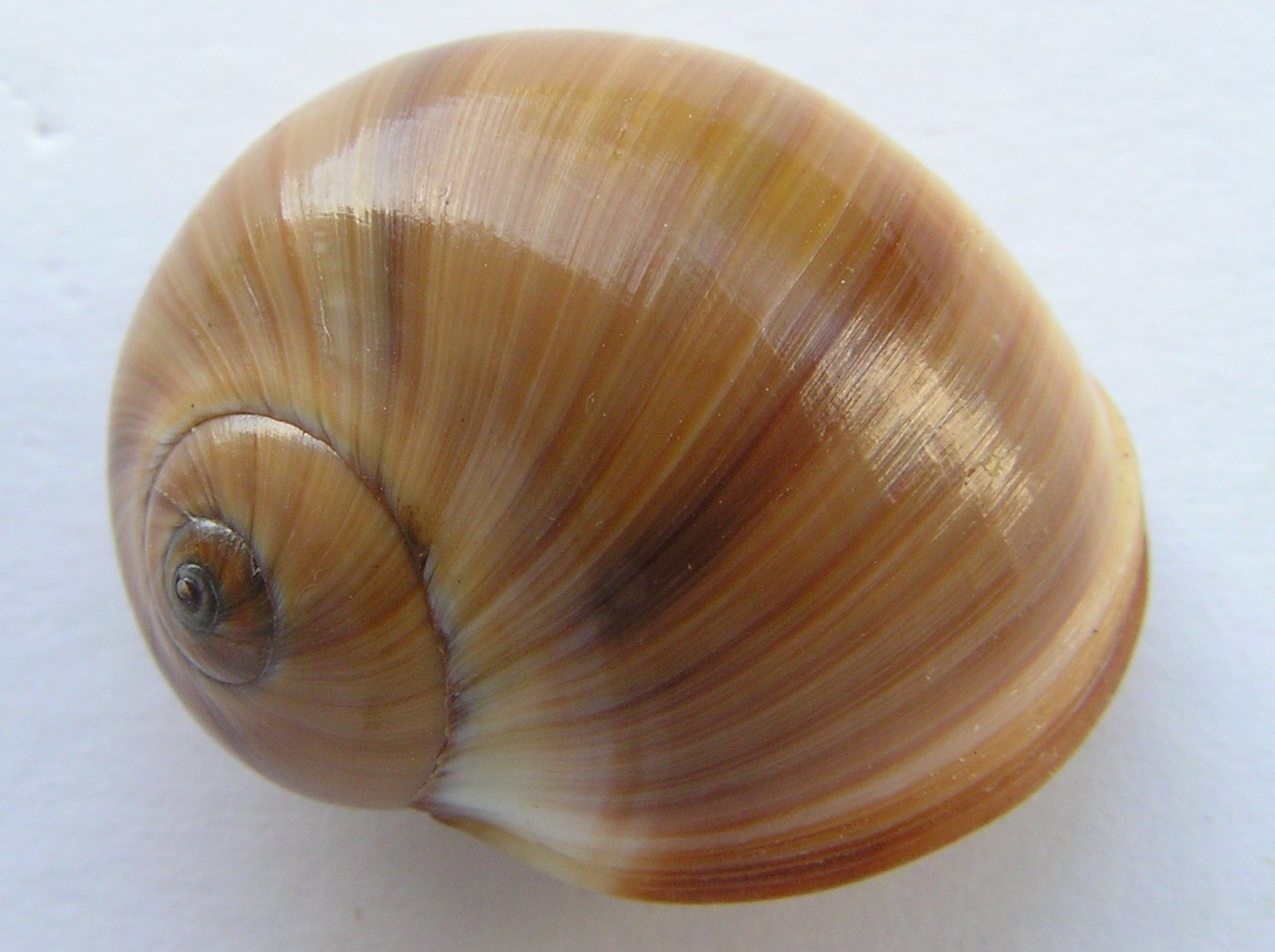
Natica fasciata
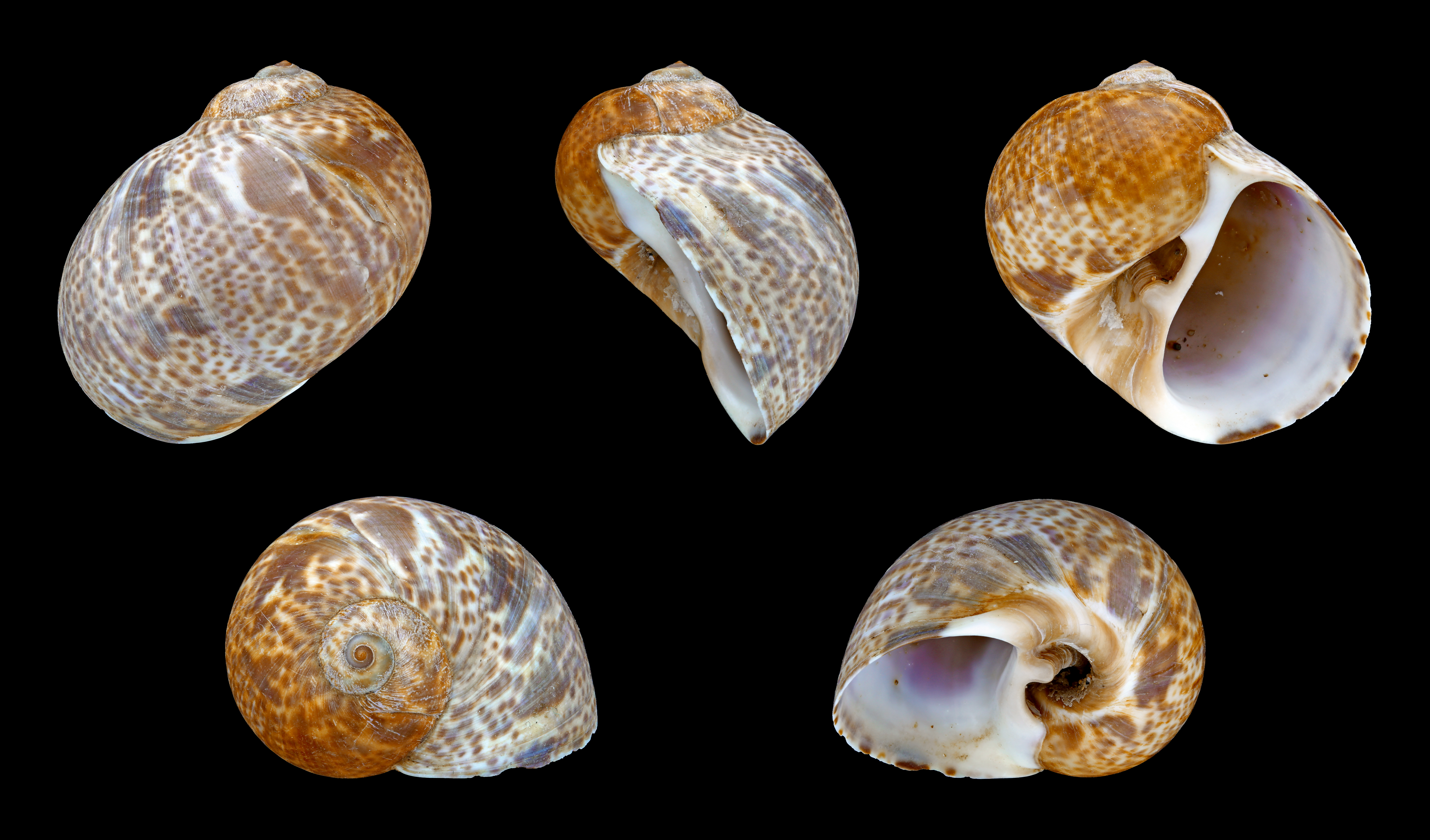
Natica hebraea
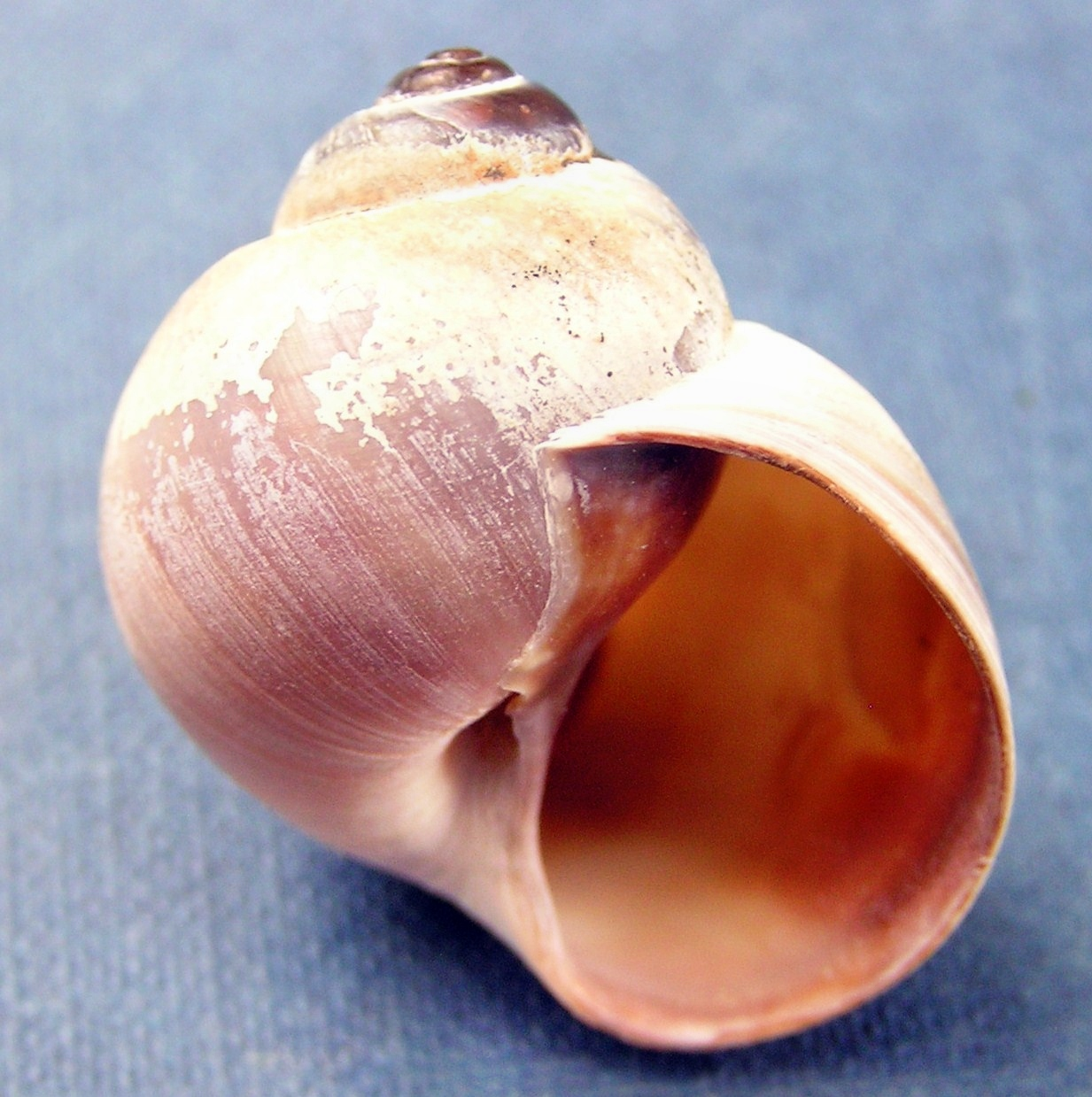
Natica limbata
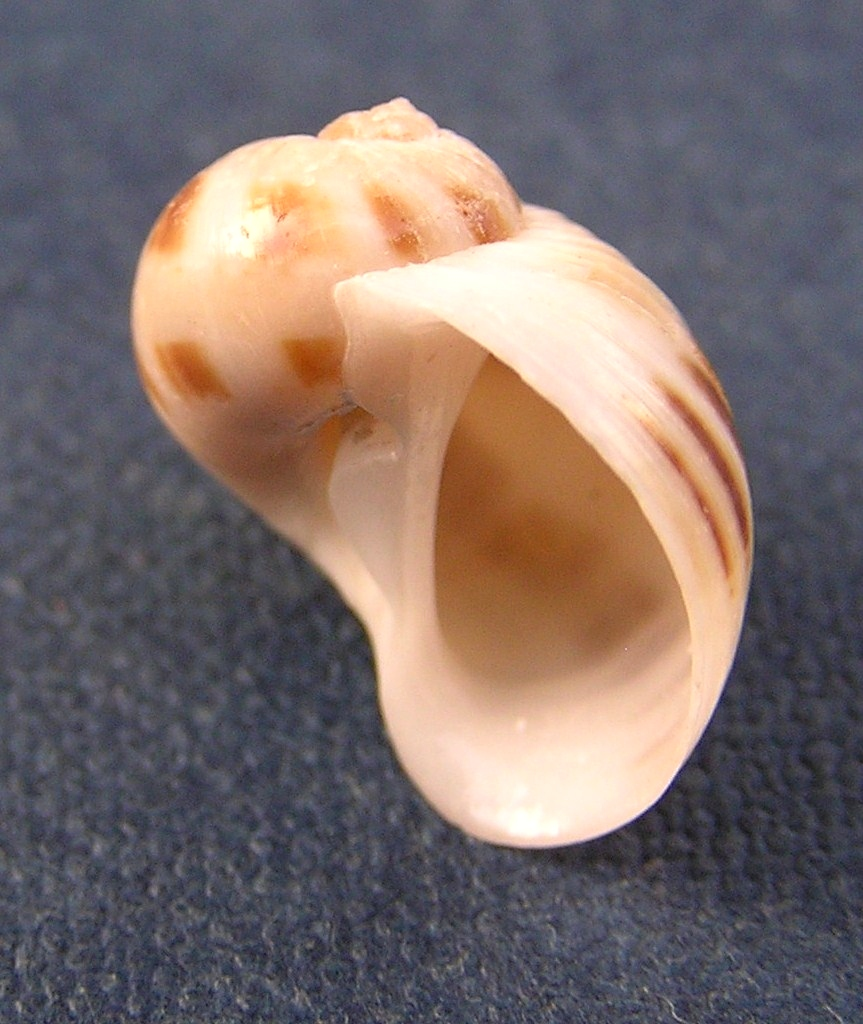
Natica seychellium
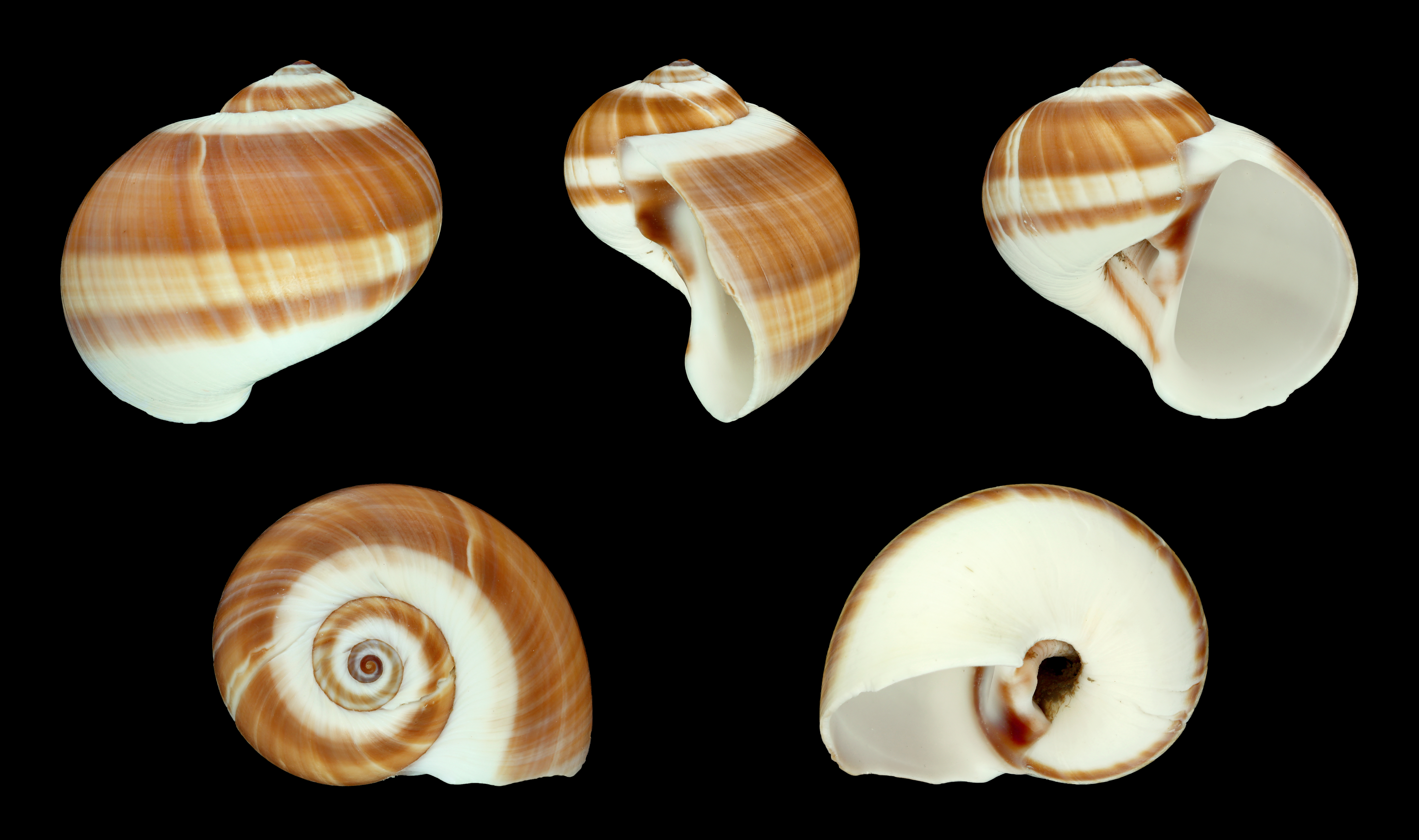
Natica vitellus